# Alpjuhorn
Alpjuhorn är en bergstopp i Schweiz.   Den ligger i distriktet Brig och kantonen Valais, i den södra delen av landet. Toppen på Alpjuhorn är 3 144 meter över havet.
Terrängen runt Alpjuhorn är huvudsakligen mycket bergig. Den högsta punkten i närheten är Bietschhorn, 3 934 meter över havet, 5,2 km nordväst om Alpjuhorn.
Trakten runt Alpjuhorn består i huvudsak av kala bergstoppar och gräsmarker.